# Gorki (metropolitana di Kazan')
Gorki (in russo:Горки) è una stazione situata sulla Linea Central'naja, la linea 1 della Metropolitana di Kazan'. È stata inaugurata il 27 agosto 2005